# Anna Christie
Anna Christie er en amerikansk stumfilm fra 1923 af John Griffith Wray.

## Medvirkende
- Blanche Sweet som Anna Christie
- William Russell som Matt Burke
- George F. Marion som Chris Christopherson
- Eugénie Besserer som Marthy
- Ralph Yearsley
- Chester Conklin som Tommy
- George Siegmann
- Irving Bacon